# Iglesia de El Salvador (Ariño)

La Torre de la Iglesia Parroquial de El Salvador de Ariño (Provincia de Teruel, España) pertenece al grupo de torres de ladrillo concebidas en época barroca (siglo XVIII). Responde al modelo general: consta de varios cuerpos, el inferior de planta cuadrada resuelto con mampostería y esquinas de sillería y los tres superiores de sección octogonal de ladrillo. La transición del cuerpo cuadrado al octogonal se lleva a cabo mediante torrecillas en las esquinas. 
El sistema compositivo es propiamente barroco. Cada cuerpo está dividido en ocho paños mediante pilastras poco resaltadas decoradas con capiteles florales. En cada paño se disponen hornacinas rectangulares dentro de las que se abren huecos con arcos de medio punto. En la parte inferior de cada cuerpo se abren óculos recercados en ladrillo, coincidentes con los vanos abiertos superiores. Toda la composición se apoya en los ejes de la iglesia. 
La dimensión en planta es menor a medida que se asciende, lo que da a la torre una gran esbeltez. 
La particularidad fundamental de este monumento consiste en que, a pesar de que los cuerpos superiores tienen planta octogonal, al ser sus entablamentos circulares y de gran potencia, parece que todo el volumen sea cilíndrico, solución única en la provincia.